# 杰克·万斯

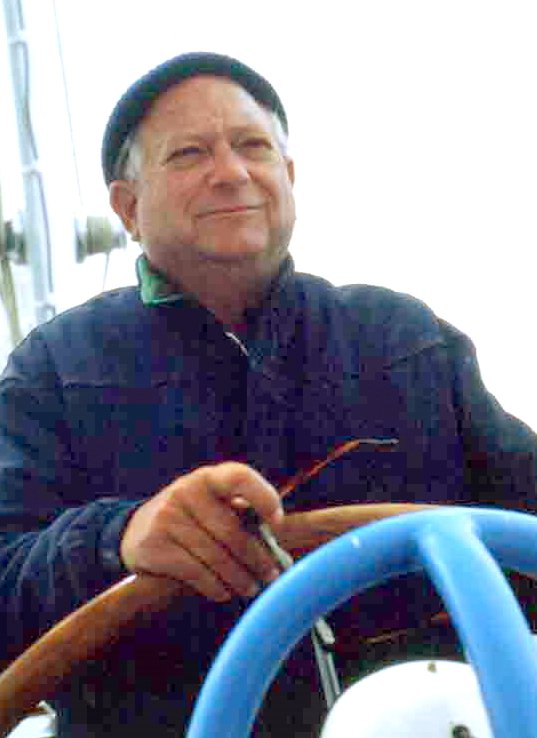
杰克·万斯

杰克·万斯（Jack Vance，本名John Holbrook Vance，1916年8月28日—2013年5月26日）是一位美国作家。

## 生平
生于美国加州旧金山市，作家，曾先后获得埃德加奖（1961年《笼中人》）、雨果奖（1963年《龙主》、1966年《最后的城堡》）、星云奖（1966年《最后的城堡》）、1975年的土星奖、1984年和1990年的世界奇幻奖，以及1996年的科幻协会大师奖等大奖。
知名桌上角色扮演遊戲《龙与地下城》（Dungeons & Dragons）的设定受其影响很大，灰鹰世界中的一大主神取名维克那（Vecna）即为了纪念万斯（Vance）。此外，龍與地下城的法術系統也被稱為萬斯式魔法（Vancian magic），以需要學習、準備、記憶且有限的施放次數為特色。之後在，2018年，由Monte Cook出品的桌上角色扮演遊戲系統《隱日》，也向其致敬，其中一個結社便取名為Order of the Vance，系統上也屬於萬斯式魔法。
其重要的著作包括《濒死的地球》系列等。